# Абизбаєв Ізмаїл Ібрагімович
Абизба́єв Ізмаї́л Ібрагі́мович (*11 січня 1929, місто Уфа — 4 вересня 1997) — башкирський науковець, гірничий інженер з розробки нафтових і газових родовищ, доктор технічних наук (1988), заслужений діяч науки і техніки Башкирії (1977), відмінник нафтової промисловості (1971).
1951 року закінчив Московський нафтовий інститут, в 1952–1956 роках працював на промислах об'єднання «Башнефть». З 1956 року працював у Башкирському науково-дослідницькому і проектному інституті, у період 1975–1985 років був заступником директора по науці, з 1986 року — головним науковим співробітником.
Основний напрямок наукової і практичної діяльності — проектування і аналіз розробок нафтових родовищ з важкодоступними запасами нафти, створення комплексної методики аналізу розробки розрізу палеозойських відкладів з урахуванням особливостей гідрологічної будови та геохімічних властивостей пластових рідин. Абизбаєв був одним із керівників проектів розробки нафтових родовищ Башкортостану (Арланського, Шкаповського, Манчаровського та інших). Керував складанням проектів і аналізу розробок нафтових родовищ Алжиру та Ірану.
Автор понад 150 наукових праць, в тому числі 5 монографій. Член відділення нафти й газу Академії наук Башкортостану. Нагороджений орденом «Знак Пошани» (1976).
Твори:
- Разработка нефтяных месторождений при режиме растворенного газа. М., 1962 (у співавторстві)
- Повышение эффективности разработки водонефтяных зон месторождений Башкирии. М., 1977; Уфа, 1978 (у співавторстві)
- Разработка залежей с трудноизвлекаемыми запасами нефти Башкортостана. Уфа, 1994 (у співавторстві)